# Plectronia
Plectronia  es un género de plantas con flores perteneciente a la familia de las rubiáceas. Incluye una sola especie: Plectronia parvifolia
Es una planta de Birmania y Malasia. Las hojas de este arbusto espinoso son en gran parte consumidas por los nativos en sus curries.  La pulpa se adjunta a las semillas y se come por los nativos, pero para el gusto europeo, no es muy agradable.  En la India, dice Ainslie, el fruto es comido por los indígenas, y las hojas también se utilizan como alimento humano y para los curries como sazonador.